# 岩田淳
岩田 淳（いわた あつし、1976年10月24日 - ）は、愛知県出身のバスケットボール選手である。ポジションはF/C。194cm、92kg。

## 来歴
愛工大名電高校でウィンターカップ優勝を経験。
その後専修大学を経てオーエスジーに入社。日本リーグ・スーパーリーグで活躍。
2004年、豊田通商に移籍。
2014年退団。
同年、地元のクラブチームに参加し、国体愛知県チームにも選ばれた。

## 経歴
- 愛工大名電高校 - 専修大学 - オーエスジー（1999年〜2004年） - 豊田通商（2004年〜2014年）